# Гіндмарш Стедіум
Гіндмарш Стедіум (англ. Hindmarsh Stadium), також відомий як Куперс Стедіум(англ. Coopers Stadium) — австралійський мультифункціональний стадіон, розташований в Аделаїді, Південна Австралія. Є домашнім стадіоном клубу А-ліги «Аделаїда Юнайтед».
Місткість стадіону 16 000 місць, 15 000 з яких обладнані сидіннями. Середня відвідуваність домашніх матчах Юнайтед близько 12 000 чоловік.

## Історія
Побудований у 1960 році на місці стадіону Гіндмарш Овал, де проводилися матчі з австралійського футболу. З 1977 року на арені стали проводити матчі Національної футбольної ліги, спочатку будучи домашнім стадіоном клубу «Аделаїда Сіті», а пізніше ще і «Вест Аделаїда».
E 1986 році на стадіоні було проведено перший матч фіналу НФЛ між «Аделаїда Сіті» і «Сідней Олімпік» — тоді «Аделаїда» поступилася супернику з рахунком 1:0, але в другому матчі здобула перемогу і таки стала чемпіоном. Також матч Гранд-фіналу проводився в сезоні 1995/96 проти «Мельбурн Найтс» з Марком Відукою в складі. Також на стадіоні періодично проходять матчі збірної Австралії.
На стадіоні проводяться змагання з регбі і регбілігу. У 1992 році проводився матч Олл Блекс проти збірної Південної Австралії.
У 1996 році арена була частково реконструйована для використання на Олімпійських іграх 2000 року. На стадіоні проходили матчі груп А і В чоловічих команд. У 2004 році проводилися матчі Кубка ОФК.
Рекордна відвідуваність, 17 000 осіб, зареєстрована на матчі Ліги чемпіонів АФК 2008 проти японського клубу «Гамба Осака».

## Олімпійські ігри 2000
Стадіон прийняв сім матчів чоловічого футбольного турніру Олімпійських ігор 2000 року, включаючи один матч чвертьфіналу. Рекорд відвідуваності стадіону був встановлений під час матчу групи А між Італією та Нігерією — 18430 глядачів.
| Дата            | Час (ACST) | Збірна #1      | Результат      | Збірна #2 | Раунд       | Глядачів |
| --------------- | ---------- | -------------- | -------------- | --------- | ----------- | -------- |
| 13 вересня 2000 | 18:30      | Нігерія        | 3–3            | Гондурас  | Група A     | 13,386   |
| 14 вересня 2000 | 18:30      | Південна Корея | 0–3            | Іспанія   | Група B     | 14,060   |
| 16 вересня 2000 | 18:30      | Італія         | 3–1            | Гондурас  | Група A     | 18,301   |
| 17 вересня 2000 | 18:30      | Південна Корея | 1–0            | Марокко   | Група B     | 12,753   |
| 19 вересня 2000 | 18:30      | Італія         | 1–1            | Нігерія   | Група A     | 18,430   |
| 20 вересня 2000 | 18:30      | Південна Корея | 1–0            | Чилі      | Група B     | 16,309   |
| 23 вересня 2000 | 18:30      | США            | 1–1 (5–4 пен.) | Японія    | Чвертьфінал | 18,345   |